# Los Cerros (Talcahuano)
Los Cerros es un sector perteneciente a la Comuna de Talcahuano y comuna chilena homónima. Se encuentra en las zonas altas del sur de la Península de Tumbes y aledañas a San Vicente y al Centro. 
Ha tenido un desarrollo explosivo, en especial en la década de 1990 y ha sido una zona de expansión urbana.
Dentro del sector está La Población La Gloria, que proviene de la antigua Caleta La Gloria la cual estaba geográficamente ubicada a orillas del puerto de San Vicente en la caleta misma, y que fue trasladada hacia lo alto del cerro, lado oeste hacia arriba del puerto de San Vicente,  que está atrás punto desde el cual gracias a un mirador que posee una gran vista de la bahía de San Vicente". Su traslado se debió a que  a la construcción del puerto de San Vicente perteneciente a EMPORCHI.

## Límites
Los límites aproximados del sector son:
- Al norte con Las canchas, y el límite urbano de Talcahuano
- Al Oeste con el Océano Pacífico
- Al Sur con San Vicente y el Centro
- Al Este con el Centro

## Poblaciones
- Mirador del Pacífico
- La Gloria
- Monte Redondo
- Los Lobos Viejos
- Nueva Los Lobos
- Villa Badarán
- Centinela
- Centinela 2
- Brisas del Mar
- Los Copihues
- San Francisco
- Santa Julia
- Los Cipreses
- Zaror
- Buena Vista
- Cerro Alegre
- Cornou
- Las Canchas
- Vista Hermosa
- Base Naval de Talcahuano
- Brisa del Mar
- Los Cerros

## Viviendas
Es un sector heterogéneo, que tiene construcciones antiguas, específicamente en lo que se denomina "los Cerros históricos" y que corresponde a los Cerros Cornou, Vista Hermosa, Buena Vista, Zaror, Alegre, San Francisco y Las Canchas y conjuntos habitacionales con estilos renovados, especialmente en el sector de Monte Redondo y La Gloria y viviendas sociales  en Los Lobos, Los copihues, Villa Badarán, Nueva Los Lobos, Centinela y Brisas del Mar. 
Actualmente es una zona de expansión urbana de la ciudad.

## Educación
Escuela F-1224 Los Lobos, Escuela F-490 Cerro Cornou, Escuela C-1300 Nueva Los Lobos, Escuela C-1400 Centinela, Escuela F-493 Cerro Buena Vista, Escuela F-497 Corneta Cabrales (Las Canchas), Escuela F-495 Caleta Tumbes, Escuela F-502 Cerro Zaror.
Colegio San Francisco, colegio Los Araucanos (Cerro La Gloria), colegio Arturo Prat (Particular de la Armada de Chile).
Jardín infantil Los Lobos [Integra], Jardín infantil La Gloria [Junji], Jardín infantil Brisas del Mar [Integra], Jardín infantil Arcoíris de Amor [Junji] (Villa Badarán)
Jardín infantil Los Sansanitos [Junji] (Villa Los Copihues), Jardín infantil y Sala Cuna Monte Redondo, Escuela de párvulos San Francisco [Municipalidad de Talcahuano].
Escuela Especial de Lenguaje Ayún-Elún (Brisas del Mar), Escuela de Lenguaje San Francisco de Asís (Los Cipreses).

## Transporte

### Transporte público licitado y local
Hay locomoción a Concepción,  al Mall Plaza del Trébol a la Vega Monumental y a Penco, Lirquén a Chiguayante y a Talcahuano hay locomoción al centro y San Vicente. También hay locomoción a Las Canchas y a Caleta Tumbes. Algunos microbuses que pasan por el sector son: Vía Láctea, Ruta del Mar, Las Bahías, Buses Hualpensán y locomoción colectiva

## Servicios públicos

### Centro de salud familiar CESFAM Los Cerros
El centro de salud familiar Los Cerros, dependiente de la Municipalidad de Talcahuano, está ubicado en  en el límite de la población Nueva Los Lobos y la Villa Badarán.  Este CESFAM inició su funcionamiento el 22 de junio de 1998, atiende la creciente demanda de este sector de expansión urbana, el cual ha tenido un crecimiento explosivo, producto de la materialización de planes habitacionales dirigidos por el Serviu. 
Centro de salud familiar Los Cerros
En agosto de 1990 y por la gestión realizada por los Dirigentes Sociales de Los Cerros y  la Municipalidad de Talcahuano es presentado con el apoyo del Servicio de Salud Talcahuano y el visto bueno de la Seremi de Salud el proyecto "Consultorio General Urbano Cerros de Talcahuano", el cual fue altamente priorizado por el Consejo Regional de Desarrollo Octava Región, para financiamiento en 1991, año en el cual se desarrolló el proyecto arquitectónico. 
En total el proyecto significó una inversión de 545 millones 284 mil pesos. 
Cuenta con la construcción de una infraestructura de albañilería reforzada con una superficie aproximada de 1.600 metros cuadrados. Los terrenos de emplazamiento fueron aportados por la Ilustre Municipalidad de Talcahuano, luego de gestionar en el Servicio de Vivienda y Urbanismo su traspaso en comodato por 30 años. 
A partir del 2000 cuenta con un inmueble en comodato con destinación a Dispensario de Salud, ubicado en el sector Los Lobos Viejo, para la atención de la población en acciones relacionadas con inscripción per cápita, dación de horas médicas y asistencia de los habitantes de ese sector, hasta 1998 beneficiarios atendidos por el equipo de salud San Vicente. 
Ubicación : calle El Galgo esquina Coliumo, Villa Badarán. 
Límites : Desde la península de Tumbes, calles Almirante Villarroel, Valdivia y avenida Latorre. 

## Calles principales
- Avenida Tumbes
- Avenida Los Araucanos
- Avenida Los Lobos
- Calle Bahía San Vicente